# Staatliches Planungsamt
Das Devlet Planlama Teşkilatı, abgekürzt mit DPT, war ehemals eine der einflussreichsten Zentralbehörden der Türkei. Seine offizielle Bezeichnung lautete Türkiye Cumhuriyeti Başbakanlığı Devlet Planlama Teşkilatı Müsteşarlığı. Übersetzt bedeutet die Amtsbezeichnung: „Staatssekretariat Staatliches Planungsamt des Ministerpräsidentenamtes der Republik Türkei“. Geleitet wurde es von einem Staatssekretär. Die Aufgabe wird seit dem Jahr 2011 vom Entwicklungsministerium wahrgenommen.

## Geschichte
Das DPT wurde nach dem Militärputsch von 1960 am 30. September desselben Jahres auf Geheiß des Komitees der Nationalen Einheit gegründet. In der Verfassung von 1961 erhielt die Erstellung von Entwicklungsplänen Verfassungsrang. Ab 1963 stellte der Ministerrat Fünfjahrespläne (Beş Yıllık Kalkınma Planları) auf, die vom „Hohen Planungsrat“ (Yüksek Planlama Kurulu) geprüft wurden und für deren Durchführung das Planungsamt verantwortlich zeichnete.
Durch die zunehmende Liberalisierung der Wirtschaftspolitik und den Verkauf der Kamu iktisadi teşebbüsleri genannten Staatsunternehmen hatte die Planungsbehörde in den letzten Jahren ihres Bestehens an Bedeutung eingebüßt. Im Juni 2011 ging es mit dem Gesetz Nr. 641 im neu geschaffenen Ministerium für Entwicklung (türkisch T.C. Kalkınma Bakanlığı) auf.

## Aufgaben
Die Aufgaben des DPT bestanden in Konjunkturschätzungen, Beratung und Unterstützung der Entwicklungspläne, Beobachtung der öffentlichen Ausgaben, Beratungsfunktion im Bereich der Geld- und Finanzmärkte, Beteiligung an Kontakten und Gesprächen mit internationalen Institutionen.

## Trivia
Der bekannte konservative Politiker Turgut Özal begann seine Karriere im Staatlichen Planungsamt. Auch der derzeitige Minister für Entwicklung Lütfi Elvan startete seine berufliche Karriere im DPT und war dort in den 2000er-Jahren als stellvertretender Staatssekretär.